# C. W. Fernbach
C. W. Fernbach (* 18. April 1915 in Bruck an der Leitha; † 30. November 1967 in Wien; eigentlich Carl Wilhelm Fernbach) war ein österreichischer Schauspieler. 

## Leben
Nach der Matura studierte C. W. Fernbach Schauspiel an der Wiener Akademie für Musik und Darstellende Kunst und am Mozarteum in Salzburg. 1935 nahm er ein Engagement am Theater Scala in Wien an und spielte ferner am Wiener Bürgertheater. Während des Zweiten Weltkriegs leistete er Kriegsdienst. Nach 1945 spielte Fernbach an verschiedenen Wiener Theatern und trat in zahlreichen Filmen auf. Im Jahrzehnt vor seinem Tod war er ständiges Ensemblemitglied des Theaters in der Josefstadt, wo er vor allem im Rollenfach des Bonvivant erfolgreich war.
C. W. Fernbach war ein Bruder des Jazzmusikers Johannes Fehring. 1963 heiratete er die Schauspielerin Dany Sigel. Er brach während einer Vorführung von Nie wieder Mary im Theater in der Josefstadt zusammen und starb kurz darauf. Sein Grab befindet sich auf dem Wiener Zentralfriedhof (Gruppe 3, Reihe 46, Nummer 19).

## Filmografie
- 1936: Manja Valewska
- 1947: Das unsterbliche Antlitz
- 1948: Hin und Her
- 1949: Märchen vom Glück
- 1951: Der fidele Bauer
- 1955: Heimatland
- 1955: Der Kongreß tanzt
- 1955: Spionage
- 1956: Kaiserball
- 1956: Kaiserjäger

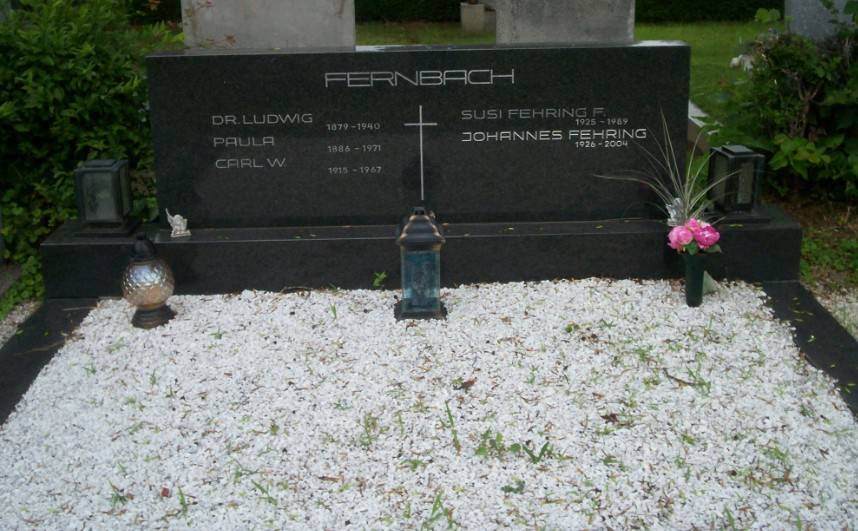
Grabstätte von Carl Fernbach

- 1956: Kronprinz Rudolfs letzte Liebe
- 1956: Roter Mohn
- 1957: Heimweh … dort, wo die Blumen blühn
- 1957: Vier Mädels aus der Wachau
- 1958: Liebe, Mädchen und Soldaten
- 1958: Solang’ die Sterne glüh’n (Zirkuskinder)
- 1959: Ooh … diese Ferien
- 1959: Ich bin kein Casanova
- 1959: Der Verräter
- 1960: Die Glocke ruft (Glocken läuten überall)
- 1960: Ich heirate Herrn Direktor
- 1960: Kauf Dir einen bunten Luftballon
- 1960: Kriminaltango
- 1960: Meine Nichte tut das nicht
- 1961: Die Abenteuer des Grafen Bobby
- 1961: Ein Stern fällt vom Himmel
- 1962: Die Fledermaus
- 1962: Das süße Leben des Grafen Bobby
- 1963: Die schwarze Kobra
- 1964: Rote Lippen soll man küssen (Die ganze Welt ist himmelblau)
- 1965: Oberinspektor Marek: Freispruch (Fernsehserie, 1 Folge)
- 1965: Der Tag danach (Fernsehfilm)
- 1966: Destry reitet wieder (Fernsehfilm)
- 1967: Astoria (Fernsehfilm)
- 1967: Das Attentat – Der Tod des Engelbert Dollfuß (Fernsehfilm)
- 1967: Das große Glück
- 1968: Johanna geht… (Fernsehfilm)